# Anastase Stolojan
Anastase Stolojan (1836-1901) fue un político rumano.

## Biografía
Nacido en agosto de 1836 en Craiova, finalizó sus estudios en París, de donde regresó a Valaquia licenciado en Derecho. Fiscal durante algún tiempo en el Tribunal de Dolj y en el Tribunal de Apelación de Craiova (1865), fue elegido alcalde de Craiova en 1868. Como diputado a partir de 1869, formó parte de la Cámara en casi todas las legislaturas. Formó parte del Consejo de Ministros bajo la presidencia de Ion Brătianu, como ministro de Justicia del 11 de julio de 1879 al 29 de julio de 1880 y como ministro de Dominios del 2 de febrero de 1885 a 1887. El 3 de febrero de 1896 ingresó al Consejo de Ministros, bajo la presidencia de Dimitrie Sturdza, como ministro del Interior hasta el 21 de noviembre del mismo año. Dimitido, el 31 de marzo de 1897 tomó la cartera de Dominios. Falleció en 1901.